# Megan Young
Pour les articles homonymes, voir Young.
Megan Young, née le 27 février 1990 à Alexandria en Virginie aux États-Unis, est un mannequin et une actrice philippine.
Elle a d'abord été élue Miss Philippines 2013, pour ensuite être couronnée Miss Monde 2013, devant 131 candidates. C'est la première Miss Philippines et neuvième asiatique à être élue Miss Monde
.

## Biographie

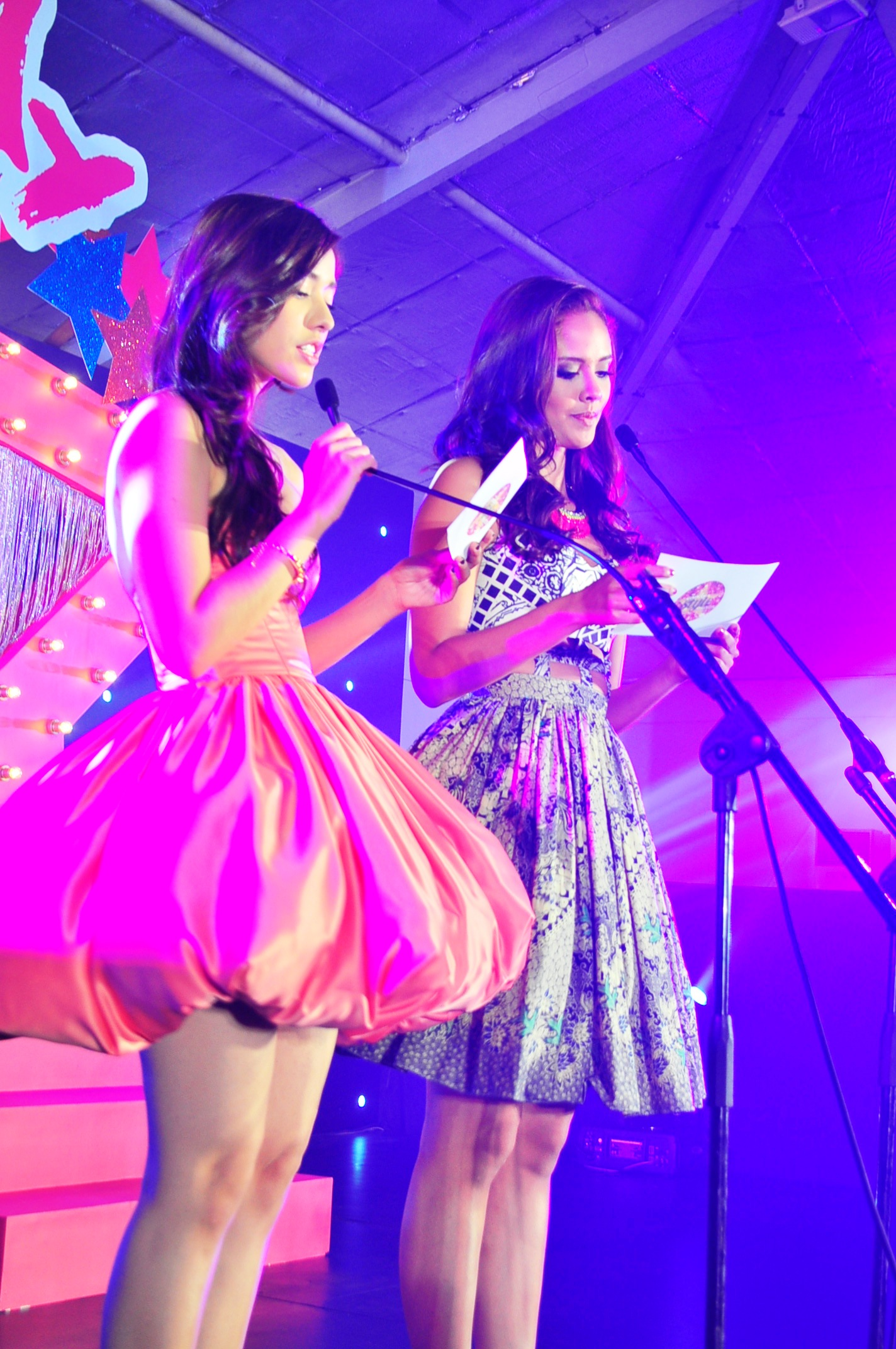
Megan Young (à droite) et sa sœur Lauren Young (à gauche), au Style Awards 2013.

Elle est née aux États-Unis d'une mère philippine et d'un père américain. Elle a déménagé à Olongapo City (Philippines) à l'âge de dix ans.
Elle a fait ses études secondaires au Collège de St. Benilde aux Philippines, pour se spécialiser dans la réalisation de films numériques.
Sa sœur cadette Lauren Young, également bi-nationale, est actrice aux Philippines.
Megan Young est mannequin mais également actrice. Elle a joué dans des séries télévisées et des films philippins.

## Miss Monde 2013

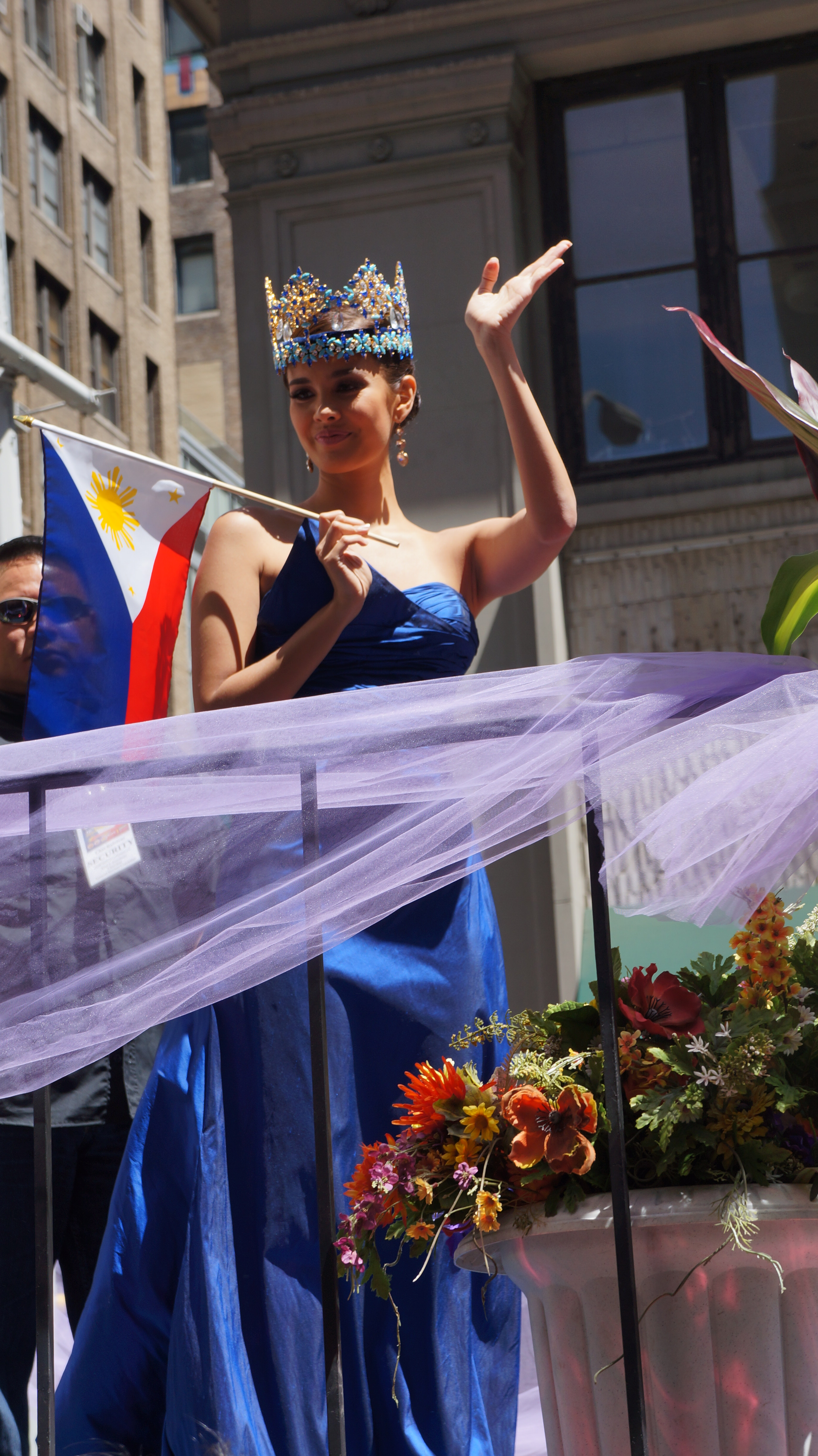
Megan Young, lors de son retour aux Philippines.

Elle est d'abord élue Miss Monde Philippines 2013, le 18 août 2013, et gagne le droit de représenter son pays à la 63e édition de Miss Monde 2013.
Le 28 septembre 2013, elle a été élue Miss Monde 2013 lors de la finale à Bali en Indonésie, faisant d'elle la première Philippine à remporter le titre de Miss Monde depuis sa création en 1951. Elle a pour 1re dauphine la française Marine Lorphelin, et pour 2e dauphine la Ghanéenne Naa Okailey Shooter. Pendant les préliminaires, elle a également remporté la compétition Top Model, et a été classée deuxième au People's Champion, quatrième au Multimedia Challenge et cinquième au Beach Beauty.
Megan, étant la mieux classée des asiatiques, a également reçu le titre de reine continentale, Miss Monde Asie.
Megan Young est retournée aux Philippines, le 27 novembre 2013. Lors de son deuxième jour là-bas, elle s'est rendue dans les zones fortement touchées par le typhon Haiyan et a aidé la Croix-Rouge. Elle  a aussi visité les provinces de Leyte, Samar et Iloilo.
En tant que Miss Monde 2013, elle a voyagé en Angleterre, en France, aux États-Unis, à Haïti, en  Indonésie, en Chine, à Porto Rico, à Hong Kong, en Russie, en Inde, au Barbade, en Espagne, en Suède et en Colombie.

## Vie privée
Répondant aux questions d’une journaliste sur le réseau de télévision ABS-CBN le 28 août 2013, elle s'oppose à l'avortement, à la contraception et au sexe avant le mariage : « Je suis opposée à l’avortement, je crois en l’abstinence avant le mariage, et je vois ce dernier comme une union inséparable pour la vie entière ».
À propos du projet de loi de Santé Reproductive (Reproductive Health) du gouvernement philippin bloqué par la Cour suprême, sa réponse a été la suivante : « Je suis pro-life. Si le projet signifie tuer un être qui est là, je suis contre, bien sûr. Mes convictions sont : non à l’avortement ».
Elle est en couple avec l'acteur Mikael Daez. Les deux sont ensemble depuis six ans, mais ont rendu officiel leur couple en mars 2017. Ils se sont mariés le 25 janvier 2020.

## Filmographie

### Cinéma (Philippin)
- 2005 : Say That You Love Me : Anna
- 2009 : Shake Rattle & Roll XI : Lucia
- 2010 : White House : Michey
- 2010 : Sigwa : Jeune Dolly
- 2010 : Babe, I Love You : Gaita
- 2011 : Enteng ng Ina mo : Ina Azul
- 2011 : Won't Last a Day Without You : Mélissa
- 2012 : The Reunion : Ava Pierro

### Télévision (Philippine)
- 2005 : Love to Love (séries TV ; 1 épisode)
- 2007 : Star Magic Presents (séries TV ; 1 épisode) : Honey
- 2007 : Mga kuwento ni Lola Basyang (séries TV ; 1 épisode) : Fairy
- 2007 : Asian Treasures (séries TV ; 1 épisode) : Anna
- 2008 : I Heart Betty La Fea (séries TV ; 1 épisode) : Marcela
- 2008 : Lipgloss (séries TV ; 1 épisode) : Jenny Samson
- 2008 : Kokey (séries TV ; 50 épisodes) : Shane
- 2008-2009 : Maalaala mo kaya (séries TV ; 4 épisodes) : Joey / Hermie / Batang Etrona / Dindin
- 2009 : The Wedding (séries TV ; 1 épisode) : Janice de Castro
- 2010 : Rubi (séries TV ; 122 épisodes) : Sophia Cardenas
- 2011 : Pinoy Big Brother Teen Edition (séries TV ; 34 épisodes) : Karen
- 2011 : Regal Shocker (séries TV ; 1 épisode) : Mau
- 2011 : Mana Po (séries TV ; 30 épisodes) : Winnie
- 2012 : Hiyas (séries TV ; 34 épisodes) : Sapphire Salvador
- 2013 : Flame of Love : Toyang
- 2013 : Never Say Goodbye (séries TV) : Vera
- 2013 : Misibis Bay : Lara Borromeo
- 2015 : Marimar : Marimar Pérez-Santibañez / Bella Aldama

## Clips vidéos
- 2007 : Nagmamahal ng Tunay pour l'artiste philippin Piolo Pascual.
- 2012 : AMATS pour l'artiste philippin Rico Blanco.